# クラウス・ヘンシュ
クラウス・ヘンシュ（Klaus Hänsch, 1938年12月15日 - ）は、ドイツの政治家。ドイツ社会民主党所属。1979年から欧州議会議員で欧州議会では院内会派である欧州社会党グループに属している。

## 若年期
クラウス・ヘンシュは1959年にフレンスブルクでアビトゥーアを取得し、また1959年から1960年のあいだはドイツ連邦軍での兵役に服していた。1960年から1965年にかけてヘンシュは政治学、歴史学、社会学をケルン大学やパリ大学で学び、また1962年にはベルリン自由大学ではエルンスト・フレンケルやリヒャルト・レーヴェンタールに師事した。大学入学と同時に学生団体 Corps Silingia Breslau zu Köln に加わる。1965年、ヘンシュは全課程を修了し、またベルリン自由大学から政治学士の学位を受けた。その後ベルリン自由大学のオットー・ズーア政治学研究所でヘンシュは助手になり、2年後の1969年にはギルベルト・ツィーブラに師事する。1968年からは政治専門誌 Dokumente - Zeitschrift für übernationale Zusammenarbeit に編者として執筆する。
1969年には当時ノルトライン＝ヴェストファーレン州の首相で、ドイツ･フランス間の条約枠組みで文化的事項に関するドイツ側の代表であるハインツ・キューンのもとで補佐官として1年間務める。その後ノルトライン＝ヴェストファーレン州の科学研究省に移り、1970年から1979年までヨハネス・ラウのもとで報道・政務官を務める。また1976年から1994年までデュースブルク＝エッセン大学で非常勤講師、1994年以降は名誉教授となる。

## 政治活動
社会民主党に入ったヘンシュは1972年から1986年までメットマン地区支部の支部長を務める。その後、1987年から1989年まで対アメリカ関係議員団の座長となる。
1979年、ヘンシュは欧州議会の議員に当選する。また1994年から1999年までは社会民主党の比例名簿第1位候補に登録される。1989年から1994年にかけてと1997年から2002年にかけて、ヘンシュは院内会派である欧州社会党グループの代表代行を務める。また欧州議会では1994年から1997年まで議長を務め、ヘンシュの経歴の中でも最高位の役職に就いていた。2002年から2003年にかけては欧州の将来に関するコンベンションの議員を務め、また2003年から2004年には欧州憲法条約についての政府間協議に欧州議会の代表として参加した。
欧州議会においては以下のような役職などを務めてきている。
- 外交委員会委員
- 憲法委員会委員長代行
- 対オーストラリア・ニュージーランド関係議員代表団
- 対中華人民共和国関係議員代表団座長代行

## そのほかの活動
ヘンシュは欧州青年議会のドイツ支部で理事を務めている。また欧州議会において Europa-Union Deutschland の議員グループにも参加している。

## 受賞歴
ヘンシュはその活動に対してさまざまな表彰を受けている。ドイツ連邦共和国功労勲章を受章しているほか、2006年11月30日には Mérite Européen を受けている。